# Под игом (роман)
«Под и́гом» — роман патриарха болгарской литературы Ивана Вазова, является отражением бурной освободительной эпохи борьбы болгарского народа против турецкого владычества.
Роман был написан в Одессе в 1888 году, а опубликован в Болгарии в 1894 г. Переведён на более чем 30 языков народов мира. В 2009 году роман стал победителем в кампании Большого чтения в Болгарии.

## Сюжет
Сюжет романа — разгром Среднегорского восстания 1876 года. Вазову удалось нарисовать яркую картину жизни Болгарии в доосвободительную эпоху; здесь он изобразил как представителей революционного и эволюционного крыла в национальном движении, так и взаимоотношения различных классовых групп.

## Экранизации
- Под игом (болг. Под игото, 1952) — режиссёр Дако Даковский.
- Под игом (болг. Под игото, 1987) — режиссёр-постановщик Нина Янкова.
- Под игом (болг. Под игото, 1990) — 9-серийный телефильм, режиссёр Янко Янков.